# Illico télé numérique
Vous pouvez aider à l'améliorer ou bien discuter des problèmes sur sa page de discussion.
- Son contenu est peut-être sujet à caution et doit absolument être sourcé. Si vous connaissez le sujet traité ici, vous pouvez le retravailler à partir de sources pertinentes en utilisant notamment les notes de bas de page. (Marqué depuis août 2020)
- Il ne s’appuie pas, ou pas assez, sur des sources secondaires ou tertiaires. (Marqué depuis août 2020)
- Il relève du guide pratique, ce qui n'est pas de nature encyclopédique. Vous pouvez reformuler les passages concernés, ou remplacer ce bandeau par {{pour Wikibooks}}, {{pour Wikiversité}}, ou {{pour Wikivoyage}}, afin de demander le transfert vers un projet frère plus approprié. (Marqué depuis août 2020)

- Archive Wikiwix
- Bing
- Cairn
- DuckDuckGo
- E. Universalis
- Gallica
- Google
- G. Books
- G. News
- G. Scholar
- Persée
- Qwant
- (zh) Baidu
- (ru) Yandex
- (wd) trouver des œuvres sur Wikidata

Pour les articles homonymes, voir Illico.
Illico télé numérique est un service de télévision numérique offert par Vidéotron. Il propose les terminaux TNV (terminal numérique standard), TVHD (haute définition) et ENP HD (enregistreur numérique personnel haute définition).

## Historique

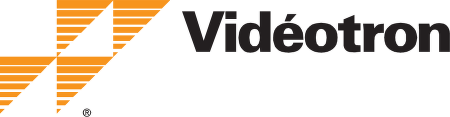
Logo de la Télé numérique de Vidéotron de 1999 au 28 septembre 2001

La Télé numérique a été lancée le 29 mars 1999 sur le territoire de Montréal, durant le déclin du service Vidéoway. Initialement, le terminal Illico Explorer 2000 était distribué et sa location était obligatoire. La grille des canaux était identique à la grille analogique de Montréal Ouest, Québec, Gatineau, Sherbrooke, Saguenay, Victoriaville et Cap-de-la-Madeleine, suivi des canaux spécialisés analogiques et une vingtaine de canaux non offerts en analogique (dont Golf Channel et Game Show Network), ainsi que Super Écran, The Movie Network, Canal Indigo, Viewers Choice et Galaxie qui avaient déjà élu domicile à leurs positions actuelles.

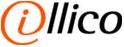
Logo d'Illico du 28 septembre 2001 à 2004

Le 28 septembre 2001, soit 3 semaines après le lancement de plusieurs canaux spécialisés numériques du Canada anglais le 7 septembre 2001, la Télé numérique porte un nouveau nom : Illico. Pour l'occasion, un remaniement majeur de la grille horaire place les canaux stratégiquement par catégorie et par forfait, partout où le service Illico est disponible, et une partie des nouveaux canaux spécialisés sont disponibles.
En avril 2003, la Vidéo Sur Demande est lancée progressivement dans chaque région.
Le 7 avril 2004, une autre partie des canaux spécialisés canadiens est rendu disponible.

Logo d'Illico télé numérique Vidéotron de 2004 au 16 juin 2010

En 2003, des tests de diffusion en HD sont effectués et les premiers canaux en Haute Définition deviennent disponibles en 2004: PBS, ABC, NBC, CBS, FOX, Discovery, CTV, TSN, CITY et Viewers Choice.
À l'automne 2008, la SDV (Switched Digital Video) est lancée dans l'Ouest de Montréal, ce qui permet de libérer de la place sur le réseau déjà engorgé. Dans la première phase, 103 canaux moins populaires (la plupart des canaux spécialisés numériques, les canaux multiculturelles et les canaux de l'ouest) sont disponibles par ce système.
À l'été 2009, des filtres trop imposants de la grande région de Montréal ont graduellement été remplacés, ce qui a permis de fournir à l'automne 2009 de l'espace supplémentaire pour la Vidéo Sur Demande ainsi que de nouveaux canaux en Haute Définition. De plus, le guide horaire qui était demeuré restreint à 3 jours depuis le lancement du service Illico, est maintenant disponible sur 7 jours, comme la plupart des autres fournisseurs de télévision au Canada.

Logo d'Illico web du 16 juin 2010 à 2012

Le 16 juin 2010, Vidéotron lance le portail Illicoweb.tv, qui permet entre autres aux abonnés de regarder en différé ou en direct des émissions et des films provenant de la majorité des stations de télé francophones ainsi que quelques stations anglophones auquel ils sont abonnés sur leur écran d'ordinateur. Il est maintenant possible de programmer à distance l'enregistreur numérique.
Le 9 septembre 2010, Vidéotron lance son service mobile qui permet, sur certains appareils, de programmer l'enregistreur à distance.
Le 21 novembre 2010, Vidéotron ajoute un canal de télévision en 3D pour la diffusion d'une émission spéciale sur Discovery World HD (Last Day of the Dinosaurs) ainsi qu'un match de hockey, Montréal contre Calgary, le 11 décembre 2010.
Au début 2011, les terminaux Cisco 8642 et 4642 sont vendus au grand public en préparation de Illico 2, une nouvelle interface qui a été annoncée pour l'automne 2011.
Le 30 novembre 2011, les vingt chaînes haute définition manquantes pour la région de Gatineau sont ajoutées après un moratoire de 2 ans, étant donné l'espace libre limité du réseau.

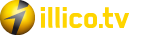
Logo d'Illico.tv de 2012 à 2014

Le 27 mars 2012, Vidéotron a lancé une nouvelle version d'Illico télé numérique (Illico nouvelle génération) qui permet entre autres de personnaliser l'interface et la mise en marché de 2 nouveaux terminaux HD de Samsung.
Accusant un retard dans l'offre de chaînes HD spécialisées anglophones, Vidéotron ajoute, en décembre 2013, 36 nouvelles chaînes HD dans les secteurs modernisés, accessibles uniquement aux abonnés d'Illico Nouvelle Génération.
Le 27 août 2014, Vidéotron lance le terminal Cisco 9897 (aussi appelé X8) qui permet huit enregistrements simultanément (8 HD).
Le 16 septembre 2015, Vidéotron lance son nouveau terminal Samsung (X8) enregistreur Ultra HD permettant d'enregistrer huit émissions simultanément (2 Ultra HD, 6 HD).

## Fonctionnement

### Disponibilité
Le service Illico est offert sur tous les réseaux modernisés de Vidéotron, sauf à ces endroits:
- Chapais
- Chibougamau
- Saint-Cyrille-de-Lessard
- Saint-Damase-de-L'Islet
- Sainte-Perpétue (L'Islet)

Les clients dans ces secteurs ont quand même accès à Super Écran 1 en analogique.

### Acheminement
Les canaux sont reçus du diffuseur soit par fibre optique ou par satellite à la tête de ligne située à Montréal. Ces canaux sont ensuite ré-encodés, soit par adoucissement (smoothing) ou par transcodage, puis sont regroupés en groupe de 12 canaux standards (ou 2 canaux HD) dans une QAM, qui prennent l'espace d'un canal analogique et sont placés stratégiquement sur le réseau par les têtes de lignes secondaires (il y en a une dans chaque marché) et distribuées vers les cellules (groupes d'environ 500 ou 1000 clients).
Les têtes de ligne en région prennent soin de regrouper les canaux locaux uniques à leurs secteurs respectifs (SRC, TVA, V, VOX, Météomedia) dans une QAM locale qui est distribuée dans le réseau à leurs clients.
Le déploiement de la technologie Switched Digital Video (SDV), qui ajoute et retire certains canaux moins populaires dans la cellule lorsqu'on les synthonise, ainsi que l'augmentation de l'utilisation de l'internet et la vidéo sur demande, qui sont uniques à chaque cellule, exige la modernisation et la division de chaque cellule en plus petits groupes.

### Abonnement
Les abonnés doivent se procurer un terminal Illico faisant partie de l'inventaire de Vidéotron. L'achat d'un appareil peut coûter entre 99 $ et 599 $. La location d'un terminal est aussi possible.
Pour activer un terminal Illico neuf, les nouveaux propriétaires doivent appeler la ligne d'activation de Vidéotron durant les heures d'ouverture et fournir alors le numéro de série de l'appareil qui est ensuite activé et associé à leur compte.
Il est aussi possible de se procurer un terminal Illico usagé ayant appartenu à un client Vidéotron. Les terminaux Scientific-Atlanta ou Pace provenant des États-Unis ou de Rogers ne peuvent pas être activés. L'ancien propriétaire doit alors appeler le Service À La Clientèle pour s'assurer que le terminal est désactivé de son compte. Le nouveau propriétaire peut alors l'activer dans son compte.
Au moment de l'activation, le terminal passe en mode Amorce, permettant au nouveau client d'explorer, pour une durée limitée, tous les canaux disponibles sur le réseau (sauf les canaux adultes et les canaux de SportMax) ainsi que de commander des gratuités au canal 900 (Illico Sur Demande). La commande de films payants du service Illico Sur Demande et de la télé à la carte (Indigo et Viewer's Choice) ne sera possible qu'à la fin du mode Amorce, soit au moment que le terminal ne rendra disponible que les canaux choisis par le client.

### Afficheur Illico
Les abonnés à Illico et à la téléphonie résidentielle peuvent s'abonner à l'afficheur Illico, qui affichera à l'écran de télévision le numéro et le nom de la personne qui appelle. En décembre 2010, le service coûte 2 $ ou gratuit avec le forfait 5 options. Aucun raccordement de fil ou d'installation supplémentaire n'est nécessaire. Le panneau de contrôle est accessible au canal 902. L'afficheur Illico ne fonctionne pas sur les terminaux 2000, 2010, 2020, 2100, 2200 et 8000 en raison de la quantité limitée de mémoire des appareils.

## Forfaits
Le service de base n'inclut que les canaux de base, dont Radio-Canada, Télé-Québec, TVA, V, CBC, CTV, CITY et Global, ainsi que les canaux spécialisés de base obligatoires dont RDI, TV5, APTN, Météomedia, CPAC, l'Assemblée Nationale ainsi que le canal communautaire Vox et 17 stations de radio montréalaises et 51 chaînes du service musical Galaxie (clients résidentiels seulement).
À titre d'information, en janvier 2012, le prix du service de base est établi à 19,99 $ par mois plus taxes plus les frais d'accès au réseau de 2,99 $ par mois plus taxes.
Jusqu'au 1er septembre 2009, 1 % de la facture télé était versée au Fonds pour l'amélioration de la programmation locale (FAPL) de façon transparente pour le client. À cette date, lorsque le CRTC a décidé d'augmenter le pourcentage à 1,5 %, Vidéotron a opté de l'ajouter au bas de la facture. Cette taxe télé a baissé à 1 % en septembre 2012, 0.5 % en septembre 2013, et abolie en septembre 2014.
Les abonnés peuvent ensuite choisir entre :
- 1 forfait préassemblé (Mini, Franco, Anglo, Télémax, Méga)
- 5 (choix limité), 10, 20, ou 30 chaînes sur mesure

Ils peuvent ensuite ajouter des chaines internationales, chaines religieuses, canaux de films, Playboy, SportMax, Horaire variable Canadien et/ou États-Unis, aux superstations, ainsi qu'à des chaines à la carte, à l'unité ou en paquet de 5, 10 ou 20 canaux à leur choix.
Les abonnés ont le droit de choisir les canaux qui leur conviennent sans avoir à payer pour un forfait au complet, par contre, les abonnés qui choisissent de s'abonner qu'au service de base ne peuvent pas prendre une ou deux chaînes à l'unité. Certains forfaits donnent également accès au service de câble analogique, partiel ou complet, sur les autres postes de télévision de la maison sans frais supplémentaires.

## Illico sur demande
Illico sur demande est un service de vidéo sur demande (VsD) accessible au canal 900, lancé en 2003 par Archambault. Il propose des émissions, films, dessins animés, spectacles, sports et événements, offerts soit gratuitement ou payants, ainsi que quelques titres en Haute Définition (HD) et récemment en 3D. Les titres proposés sont en français et en anglais. Contrairement à un DVD, il n'est pas possible de changer de langue après avoir commandé.
La majorité des émissions gratuites proviennent du réseau TVA ainsi que du Canal Vox.
Le prix des films variait entre 1,99 $ et 12,99 $, selon le type de contenu et sa version SD ou HD. La commande de titres payants peut être bloquée par l'abonné, incluant les films pour adultes, tout en conservant l'accès aux émissions gratuites. L'accès au service vidéo sur demande peut aussi être bloqué par le service à la clientèle.

### Super Écran sur demande
Le service Super Écran sur demande (SEsD) est aussi disponible au canal 900 pour un accès illimité aux sélections du mois aux abonnés de Super Écran. Aucun film en haute définition n'est disponible avec les terminaux de première génération (illico 1.0) et le logo de Super Écran apparaît au bas de l'écran pour la durée du film. Les terminaux de nouvelle génération (illico 2.0) permettent désormais le visionnement en haute définition de tous les produits offerts par Super Écran. Jusqu'au 22 octobre 2010 le prix était de 5,99 $ puis il a baissé à 3,99 $ et est devenu gratuit depuis le 15 décembre 2010.

### Autres services sur demande
Les services anglophones sur demande de The Movie Network et HBO Canada, Family et Disney Junior Canada, ainsi que le service francophone Yoopa sur demande se sont ajoutés aux services existants TVA et Vox au canal 900 depuis le 15 décembre 2010.

## Équipements utilisés

### Définition standard
- T9 Scientific Atlanta Explorer 2000 (contient un port Ethernet)
- Scientific Atlanta Explorer 2010 (pas de port Ethernet)
- Scientific Atlanta Explorer 2020 (pas de port Ethernet)
- T11 Scientific Atlanta Explorer 2100
- Scientific Atlanta Explorer 2200

(les terminaux ci-haut ne sont pas compatibles avec l'Afficheur Illico)
- Scientific Atlanta Explorer 3100 (identique au 2100 mais double mémoire)
- Scientific Atlanta Explorer 3200 (identique au 2200 mais double mémoire)
- Scientific Atlanta Explorer 1800 (pas d'afficheur horloge)
- Scientific Atlanta Explorer E940 (pas de bouton ni d'afficheur horloge)
- Pace 511
- Pace 501 (pas de bouton ni d'afficheur horloge)

### Enregistreur Numérique Personnel (ENP) Définition Standard
- Scientific Atlanta Explorer 8000 (80 Go) (pas compatible avec l'Afficheur Illico)
- Scientific Atlanta Explorer 8010 (80 Go) (compatible avec l'Afficheur Illico)
- T29 Scientific Atlanta Explorer 8300 (80 Go)

### Haute Définition
- Scientific Atlanta Explorer 3100 HD (sortie YPbPr seulement)
- Scientific Atlanta Explorer 3250 HD (sorties YPbPr et DVI)
- T27 Pace 550 HD (sorties YPbPr et DVI)
- Pace 551 HD (sorties YPbPr et HDMI)
- Scientific Atlanta Explorer 4250 HD (sorties YPbPr et HDMI)
- Cisco 4642 HD (sorties YPbPr et HDMI, compatible Illico 2.0)
- Samsung HD SMT-C6340 (compatible Illico 2.0)

### Enregistreur numérique personnel (ENP) haute définition
- Scientific Atlanta Explorer 8010 HD (160 Go) (sorties YPbPr et DVI)
- Scientific Atlanta Explorer 8300 HD (160 Go) (sorties YPbPr et HDMI)
- Scientific Atlanta Explorer 8300 HD (320 Go) (sorties YPbPr et HDMI)
- Cisco 8642 HD (500 Go) (sorties YPbPr et HDMI, compatible Illico 2.0)
- T91 Samsung HD SMT-C8340 (500 Go) (sorties YPbPr et HDMI, compatible Illico 2.0)
- Cisco 9897 HD (2 To) (sorties YPbPr et HDMI, compatible Illico 2.0)[10]

### Télécommandes

#### Standard
- E2050 et AT2300 (lumière rouge, numéro 5 ovale)
- RT-U43CO (lumière rouge, numéro 5 carré)
- RC-U49C+ / RT-U49-15+ (boutons Mode, All et # pour terminal HD)

#### ENP
- AT8400 (noire, 4 modes (CBL, TV, VCR, AUX))
- UR5-8400A (grise, 5 modes (CBL, TV, VCR, DVD et AUX))
- RT-U63P (noire, 5 modes)[11]